# Boedo-Ojeda
Boedo-Ojeda es una comarca natural y agrícola de la provincia de Palencia (Castilla y León, España).

## Municipios ypedanías
- Municipio y capital Alar del Rey
  - además de Nogales de Pisuerga
  - San Quirce de Riopisuerga
  - Barrio de San Vicente
  - Becerril del Carpio
- Municipio y capital Báscones de Ojeda
- Municipio y capital Calahorra de Boedo
- Municipio y capital Collazos de Boedo
  - además de Oteros de Boedo
- Municipio y capital Dehesa de Romanos;
- Municipio y capital Espinosa de Villagonzalo;
- Municipio y capital Herrera de Pisuerga
  - además de Naveros de Pisuerga
  - Olmos de Pisuerga
  - Ventosa de Pisuerga
  - Villabermudo
- Municipio y capital La Vid de Ojeda;
- Municipio y capital Micieces de Ojeda,
  - además de Berzosa de los Hidalgos
- Municipio y capital Olea de Boedo
- Municipio y capital Olmos de Ojeda
  - además de Amayuelas de Ojeda
  - Moarves de Ojeda
  - Montoto de Ojeda
  - Pisón de Ojeda,
  - Quintanatello de Ojeda
  - San Pedro de Ojeda,
  - Vega de Bur,
  - Villavega de Ojeda
- Municipio y capital Páramo de Boedo:
  - además de Villaneceriel
  - Zorita del Páramo
- Municipio y capital Payo de Ojeda
- Municipio y capital Prádanos de Ojeda
- Municipio y capital Revilla de Collazos
- Municipio y capital San Cristóbal de Boedo
- Municipio y capital Santa Cruz de Boedo:
  - además de Hijosa de Boedo
- Municipio y capital Santibáñez de Ecla
  - además de San Andrés de Arroyo
  - Villaescusa de Ecla
- Municipio y capital Sotobañado y Priorato
  - además de Sotillo de Boedo
- Municipio y capital Villameriel
  - además de Cembrero
  - San Martín del Monte
  - Santa Cruz del Monte.
  - Villorquite de Herrera.
- Municipio y capital Villaprovedo